# 聖羅薩德爾佩尼翁

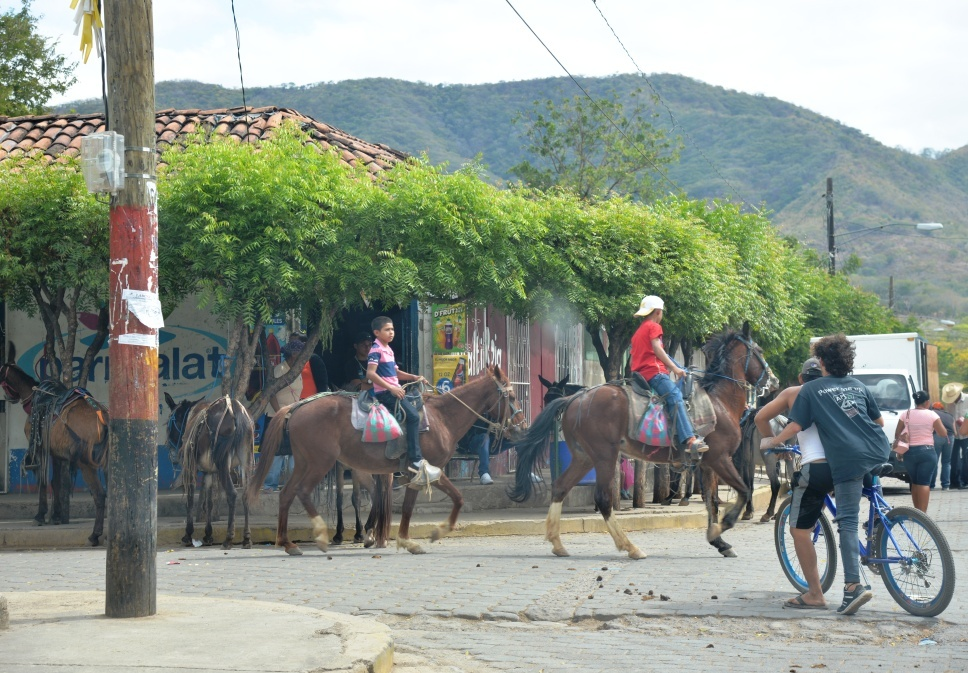
聖羅薩德爾佩尼翁

12°48′N 86°22′W / 12.800°N 86.367°W
聖羅薩德爾佩尼翁（西班牙語：Santa Rosa del Peñón），是尼加拉瓜的城鎮，位於該國西部，由萊昂省負責管轄，面積228平方公里，海拔高度210米，2005年人口9,529，人口密度每平方公里41.79人。